# Abimwa surrenda
Abimwa surrenda är en insektsart som beskrevs av Pieter D. Theron 1988. Abimwa surrenda ingår i släktet Abimwa och familjen dvärgstritar. Inga underarter finns listade i Catalogue of Life.